# Pont Cessart
Der Pont Cessart ist eine Brücke im Département Maine-et-Loire in der französischen Region Pays de la Loire. Sie verbindet die Altstadt von Saumur mit der in der Mitte der Loire gelegenen Île d’Offard. Diese Insel wird von der Avenue du Général de Gaulle durchquert und durch den Pont des Cadets mit dem rechten, nördlichen Flussufer verbunden. Die Brücken und der Straßenzug sind Teil der Route départementale D947.

## Beschreibung
Der Pont Cessart ist eine 276,76 m lange und rund 12,5 m breite Steinbogenbrücke mit 12 gleichen Korbbögen mit Stützweiten von 19,5 m und 11 jeweils 3,9 m starken Pfeilern. Die horizontal verlaufende Fahrbahn hat zwei Fahrspuren und durch Markierungen getrennte Radwege und wird durch Gehwege und steinerne Brüstungen eingefasst.
Sie war lange die einzige Straßenbrücke in Saumur; erst 1982 wurde der Pont du Cadre Noir im Zuge der Ortsumgehung gebaut, die 2010 auf vier Fahrstreifen erweitert wurde.
Die Brücke ist nach Louis-Alexandre de Cessart benannt, der sie nach den Plänen und unter der Leitung von Jean-Baptiste de Voglie erbaut hat.

## Geschichte
Die erste Loire-Brücke in Saumur war wohl der im Jahr 1230 wenige Meter flussaufwärts errichtete Pont de Sept-Voies. Die Loire hatte damals noch ein weites Flussbett mit einer Reihe von Inseln. 1752 wurde Cessart nach Saumur entsandt, um zwei der Brückenbögen zu reparieren, aber er war sich mit seinem Vorgesetzten de Voglie bald einig, dass ein vollständiger Neubau erforderlich sei.
De Voglie legte 1753 einen Entwurf für eine Brücke mit 12 Korbbögen vor, die zu den ersten gehörte, deren Fahrbahn nicht mehr zur Mitte hin anstieg, sondern vollkommen horizontal verlief. Bei dem Entwurf berücksichtigte er die Erfahrungen, die man mit schwierigen Sand- und Kiesböden bei anderen Brücken gemacht hatte, insbesondere bei der von Hardouin-Mansart gebauten Brücke über den Allier in Moulins, die kurz vor ihrer Fertigstellung wieder fortgespült wurde. Beim Bau des als Ersatz zu der Zeit gerade begonnenen Pont Régemortes wurde das Problem der Auskolkung auf ganz spezielle Weise gelöst. De Voglie hielt sich mit seinem Entwurf zwar noch an die Regel, dass die Stärke der Pfeiler ein Fünftel der Stützweite der Bögen betragen müsse, achtete aber darauf, dass der Durchflussquerschnitt der Brücke die Loire nicht einengte.
Der Entwurf wurde im April 1756 von der Generalversammlung des Corps des ingénieurs des ponts et chaussées genehmigt. Im Mai 1756 wurde mit den Bauarbeiten begonnen.
Man begann mit der Pfahlgründung des Widerlagers und des ersten Pfeilers an der Nordseite. Zunächst wurde der Fluss mit einem neuen, kurz zuvor am Pont George V in Orléans erfolgreich eingesetzten Gerät ausgebaggert, um die Pfähle leichter einschlagen zu können. Die Trockenlegung der von doppelten Holzwänden umfassten und mit Lehm abgedichteten Baugruben gestaltete sich aber schwierig. Die Baugruben wurden zwar zweigeteilt und abwechselnd mit 36 bis 43 Pumpen ausgepumpt, die jeweils von vier Arbeitern bedient wurden, die alle zwei Stunden abgelöst wurden. Trotzdem gelang es nur mit Mühe, die Baugruben trockenzulegen. Zudem wurden die Arbeiten durch häufige hohe Wasserstände unterbrochen.
Nach zwei unbefriedigenden Jahren entschloss man sich, die von Charles Labelye in London an der Westminster Bridge verwendeten Caissons erstmals in Frankreich einzusetzen. Labelye hatte kurz zuvor Jean-Rodolphe Perronet kennengelernt, den Leiter der École royale des ponts et chaussées, und seine Caissons waren von Bernard de Bélidor in seinem Werk Architecture hydraulique beschrieben worden. Nachdem man mit dieser Methode einen Pfeiler erfolgreich errichtet hatte, entschied der Minister entsprechend dem Rat der Ponts et Chaussées, auch die restlichen Pfeiler in gleicher Weise zu bauen. Die anderen Bauarbeiten wurden ohne größere Probleme ausgeführt. Anschließend wurde die alte Brücke abgebrochen und deren Pfeiler beseitigt, um die Schifffahrt nicht zu behindern. Die Bauarbeiten wurden 1770 vollständig abgeschlossen.
Im Zweiten Weltkrieg wurde der dritte Bogen 1940 durch die französische Armee gesprengt, um den Vormarsch der Wehrmacht aufzuhalten, die ihrerseits 1944 einen Teil der Brücke sprengte, um ihren Rückzug zu sichern. Der Wiederaufbau war 1948 abgeschlossen.
1968 senkte sich ein Pfeiler, da man über die Jahre so viel Sand aus dem Flussbett entnommen hatte, dass die Pfahlgründung nicht mehr ständig im Wasser stand.
2020 wurde die Brücke grundlegend überholt.

## Kunstgeschichte

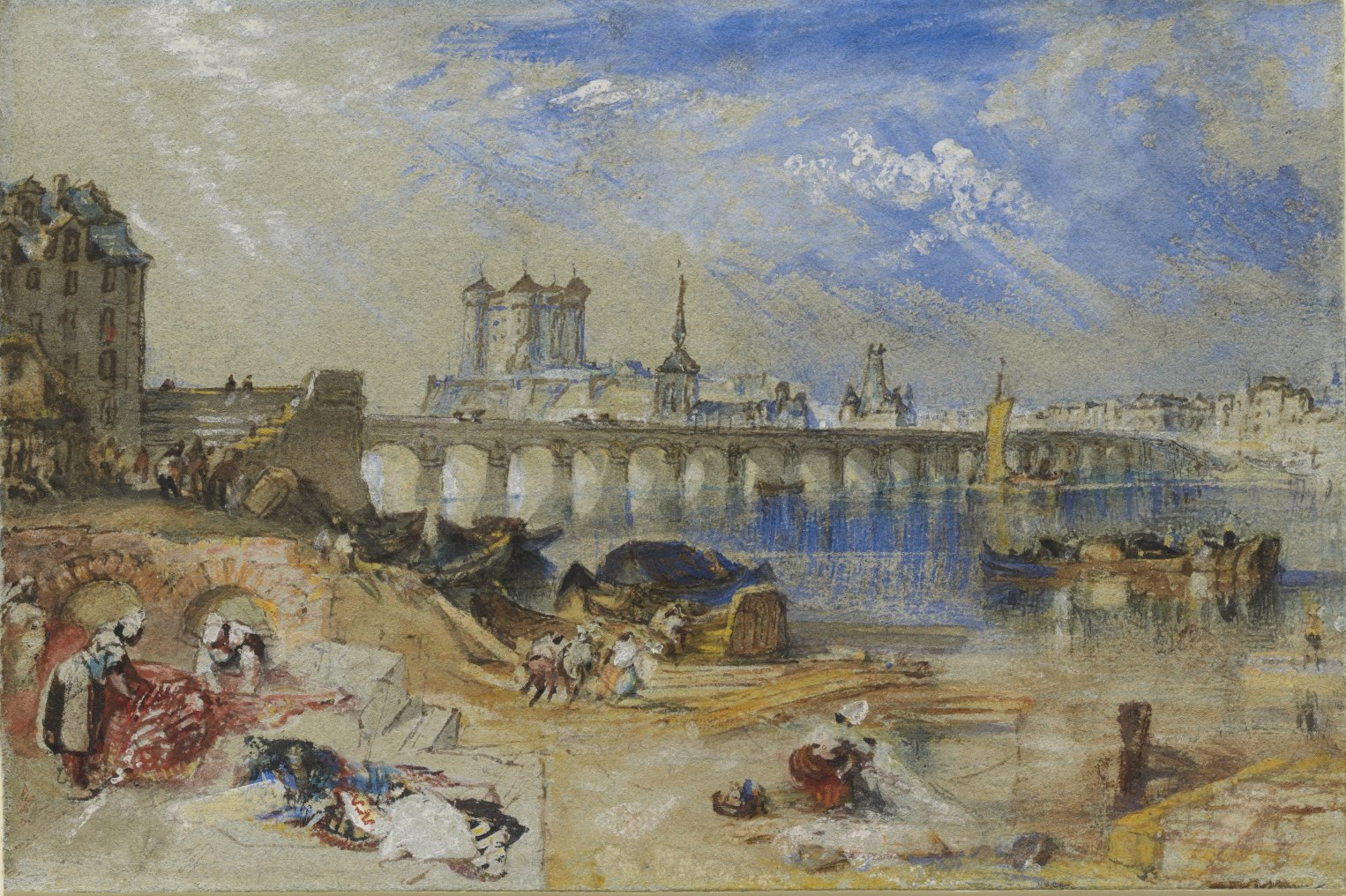

Der Pont Cessart wurde ca. 1830 von William Turner in seinem Aquarell Saumur from the Île d’Offart, with the Pont Cessart and the Château in the Distance abgebildet.